# 蜂須賀村
蜂須賀村（はちすかむら）は、かつて愛知県海東郡にあった村。
現在のあま市北西部に該当する。
町村制施行による発足時は、前身の村名から一文字ずつとった合成地名の「金賀木村」であったが、この地が戦国時代の武将・蜂須賀正勝の出生地ということから、「蜂須賀村」に改称したという。

## 歴史
- 1889年（明治22年）10月1日 - 蜂須賀村、金岩村、木田村、中橋村、森山村、丹波村が合併し、金賀木村が発足。
- 1890年（明治23年）12月17日 - 蜂須賀村に改称。
- 1906年（明治39年）7月1日 - 正則村、篠田村と合併し、美和村発足。同日蜂須賀村は廃止。